# Carebara reina
Carebara reina é uma espécie de inseto do gênero Carebara, pertencente à família Formicidae.